# 도키와촌 (미에현)
도키와촌(常磐村)은 미에현 미에군에 있던 촌이다. 현재 욧카이치시 중심부의 서부, 다키강 우안, 가카가와강 좌안, 긴테쓰 유노야마선 연선에 해당한다.

## 역사
- 1889년 4월 1일 - 정촌제 시행에 의해 미에군 도키와촌이 성립하였다.
- 1941년 2월 11일 - 욧카이치시에 편입해, 동일 도키와촌은 폐지되었다.

## 교통
- 미에철도
  - 미에 철도선 (현 긴테쓰 유노야마선)
  - 스즈카 지선 (현 욧카이치 아스나로 철도 우쓰베선)

## 참고문헌
- 가도카와 일본 지명 대사전 24 三重県